# Nikola Nemcová
Nikola Nemcová (* 24. April 1991 in Bratislava) ist eine slowakische Volleyballspielerin.

## Karriere
Nemcová begann ihre Karriere bei VTC Pezinok. Von dort wechselte sie zu VK Doprastav Bratislava. Mit Bratislava gewann sie 2011 den slowakischen Pokal. Außerdem wurde der Verein Vizemeister. Ein Jahr später gelang Nemcová mit Bratislava das Double aus Meisterschaft und Pokal. Anschließend wurde die Diagonalangreiferin vom deutschen Bundesligisten VfB 91 Suhl verpflichtet. 2014 erreichte sie mit dem Verein, der mittlerweile als VolleyStars Thüringen antritt, das Finale im DVV-Pokal.